# Vriesea fibrosa
Vriesea fibrosa är en gräsväxtart som beskrevs av Lyman Bradford Smith. Vriesea fibrosa ingår i släktet Vriesea och familjen Bromeliaceae. Inga underarter finns listade i Catalogue of Life.